# Haskell-Gletscher
Der Haskell-Gletscher ist ein Gletscher im westantarktischen Ellsworthland. In den Jones Mountains fließt er von den Christoffersen Heights westlicher Richtung zwischen dem Prism Ridge und den Forbidden Rocks.
Teilnehmer einer Expedition der University of Minnesota zu den Jones Mountains (1960–1961) kartierten ihn. Das Advisory Committee on Antarctic Names benannte ihn 1963 nach Leutnant Hugh Brasher Haskell von der United States Navy, Kopilot eines am 25. November 1961 durchgeführten Fluges von der Byrd-Station zur Errichtung des Sky-High-Camps, der späteren Eights-Station.